# Jumpman (Drake & Future)
Jumpman is een nummer uit 2015 van de Canadese rapper Drake en de Amerikaanse rapper Future. Het is de enige single van hun gezamenlijke mixtape What a Time to Be Alive.
Het nummer werd een bescheiden succes in Drake's thuisland Canada, waar het de 44e positie behaalde. In de Amerikaanse Billboard Hot 100 was het nummer met een 12e positie een stuk succesvoller. In de Nederlandse Single Top 100 flopte "Jumpman" echter weer met een 74e positie, en in Vlaanderen was het met een 40e positie in de Tipparade ook niet zeer succesvol. Toch werd het nummer wel een radiohitje in Vlaanderen.